# Philippe Legorjus
Philippe Legorjus est un officier de gendarmerie français en retraite né le 8 décembre 1951 à Caen. Ancien commandant du GIGN, il est promu au grade de chef d'escadron avant de fonder des sociétés de conseil dans les domaines de la sécurité, de l'intelligence économique et de la gestion de crise.

## Biographie
Il est le fils d'un ouvrier métallurgiste devenu ingénieur et d'une mère enseignante en comptabilité. Après une maîtrise de droit à Caen, il monte à Paris pour des études de criminologie et de théologie. Il éprouve à l'époque « une fascination pour la révolution de 1968 et pour la théologie de la libération ». 
Le 1er octobre 1976, Philippe Legorjus entre à l'École des fusiliers marins en tant qu'officier sous contrat. Il en sort très bien classé, passe les stages commando et obtient le « béret vert ». Il intègre alors le commando de Penfentenyo, un des cinq commandos marine. Le 1er décembre 1977, il en devient chef de section. Alors qu'il pensait faire carrière dans la Marine nationale, il doit quitter les commandos en décembre 1977 à la suite de restrictions budgétaires.
Recruté par la Gendarmerie nationale en 1978, il est affecté à l’escadron parachutiste de Mont-de-Marsan.
En 1982, il sort major de l’École des officiers de la gendarmerie nationale (ÉOGN) de Melun.
Le 1er septembre 1982, il rejoint le Groupe d'intervention de la Gendarmerie nationale (GIGN) en tant qu'officier.
Du 1er juin 1985 à 1989, il est commandant du GIGN. 
Capturé le 27 avril 1988 avec un magistrat et six militaires GIGN et relâché le soir-même, il participe aux négociations avant l’assaut de la grotte d’Ouvéa où 16 gendarmes étaient retenus en otage. Selon lui, le bain de sang (19 Kanaks indépendantistes tués, ainsi que 2 militaires) aurait pu être évité, et douze Kanaks seraient morts faute de soins appropriés ou victimes d'exécution sommaire. 
Toutefois, de nombreuses voix concordantes pointent des faiblesses de commandement lors de l'affaire,. Un passage du propre livre de Philippe Legorjus attesterait d'ailleurs cette thèse, puisqu'il reconnait avoir eu « des absences dangereuses » lors des phases finales de l'affaire. Les hommes du GIGN, quoi qu'il en soit, gardent apparemment des relations tendues avec leur ancien chef,,. De plus, il explique avoir quitté volontairement le GIGN après cette opération alors que de nombreux membres de cette unité affirment qu'il y a été forcé puisque personne ne voulait se battre sous ses ordres.
En 1988, il est promu chef d'escadron.
En 1993, il crée une petite société : PHL Consultants, qui propose d’« accompagner les entreprises françaises dans les zones à risques pour sécuriser leurs opérations logistiques et financières à l’export ».
En 1995, il fonde Atlantic Intelligence une société de conseil dans les domaines de la sécurité, de l'intelligence économique et de la gestion de crise.
Depuis 2013, il dirige en Bretagne une exploitation industrielle d'algues bio.

## Publications
- La Morale et l’Action, avec Jean-Michel Caradec'h, Éditions Fixot, 1990.
- Ouvéa, La République et la Morale, avec Jacques Follorou, Éditions Plon, 2011.

## Cinéma
Son rôle est tenu par Mathieu Kassovitz dans le film L'Ordre et la Morale.